# El Iris del Pueblo
El Iris del Pueblo fou un diari en castellà publicat a Palma, en una primera època del 28 de febrer al 30 de novembre de 1855, i en una segona època del 4 de gener de 1869 al 31 de desembre de 1873. Fou fundat per Joaquim Fiol i Pujol i en foren redactors Joan Villalonga i Gómez i Miquel Quetglas i Bauzà. En la segona època fou vinculat al Partit Demòcrata Possibilista d'Emilio Castelar, del que en fou l'òrgan a les Illes Balears.